# Prawo Bunsena i Roscoe’a
Prawo Bunsena i Roscoe’a określa zależność wydajności chemicznych reakcji fotochemicznych od natężenia światła powodującego zajście tej reakcji.
Prawo to głosi że:
Masa produktu reakcji inicjowanej fotochemicznie jest proporcjonalna do iloczynu natężenia oświetlenia i czasu naświetlania.
Prawo to sformułowali niezależnie od siebie Robert Wilhelm Bunsen i Henry Enfield Roscoe w 1885 r.
Prawo to ma duże znaczenie praktyczne. Np: pośrednio wynika z niego, że przy fotografowaniu w tych samych warunkach oświetleniowych, bez zmiany czułości materiału czy jakichkolwiek innych parametrów błony fotograficznej i obiektywu, istnieją pary wartości przysłony i czasu ekspozycji, które prowadzą do dokładnie takiego samego stopnia naświetlenia błony. Wynika to z faktu, że przy parach takich iloczyn natężenia światła i czasu naświetlania jest dokładnie taki sam, a zapis fotograficzny to zjawisko oparte na reakcji fotochemicznej.
Przykładowa para: przysłona 8, czas 1/60s = przysłona 5,6, czas 1/125s